# Edmonde Charles-Roux
Edmonde Charles-Roux (n. 17 aprilie 1920, Neuilly-sur-Seine, Seine, Franța – d. 20 ianuarie 2016, Marsilia, Provence-Alpes-Côte d'Azur, Franța) a fost o scriitoare franceză, câștigătoare a Premiului Goncourt în 1966 pentru romanul Oublier Palerme.

## Viața timpurie
Charles-Roux s-a născut în 1920 la Neuilly-sur-Seine, fiica lui François Charles-Roux, fostul ambasador al Franței în Cehoslovacia, membru al Institut de France și ultimul președinte al Companiei Canalului Suez. Bunicul ei patern, Jules Charles-Roux, a fost un om de afaceri și om politic.

## Al Doilea Război Mondial
Charles-Roux s-a oferit voluntar ca asistentă medicală în cel de-Al Doilea Război Mondial, la început într-o unitate a Legiunii străine, al 11-lea regiment de infanterie din străinătate. A fost rănită la Verdun în timp ce oferea ajutor unui legionar.
Apoi s-a alăturat Rezistenței, din nou ca asistentă medicală. După debarcările din Provența, a fost atașată Diviziei 5 Blindate, unde a fost atât asistentă medicală, dar și asistentă socială divizionară. De asemenea, a lucrat în Regimentul 1 Cavalerie Străină (1er REC) și Regimentul Mecanizat al Legiunii Străine (RMLE).
Decorată cu Croix de Guerre, a fost numită Cavaler al Legiunii de Onoare în 1945 și a primit distincția de Vivandière d'honneur al RMLE din mâinile lui Louis-Antoine Gaultier, comandantul regimentului.

## Jurnalistă
În 1946, s-a alăturat echipei unei reviste în curs de creare, un săptămânal pentru femei: Elle, unde a petrecut doi ani. Din 1948, a lucrat pentru ediția franceză a revistei Vogue, devenind redactor-șef al acesteia în 1954.
Citirea revistei Vogue a dus la democratizarea luxului oferind prezența în paginile sale ale unor artiști inovatori ai vremii, fie că au fost scriitori precum François-Regis Bastide, Violette Leduc și François Nourissier sau fotografi precum Guy Bourdin, Henry Clarke sau William Klein, sau designeri precum Christian Dior, Yves Saint Laurent și Emanuel Ungaro. Combinând moda pret-a-porter și arta pop, ea a legat moda cu orice altă formă de creativitate. A părăsit Vogue Paris în 1966, ca urmare a unui conflict pentru că a vrut să prezinte o femeie de culoare pe coperta revistei.

## Scriitoare
Trei luni mai târziu, în 1966, a scris Oublier Palerme pentru care a obținut Premiul Goncourt; romanul a fost adaptat pentru a filma ca Dimenticare Palermo în 1990 regizat de Francesco Rosi.
În același an în care a câștigat Goncourt, l-a întâlnit pe Gaston Defferre, primarul orașului Marsilia, cu care s-a căsătorit în 1973.
Charles-Roux este, de asemenea, cunoscută pentru poveștile sale fotografice despre viața lui Defferre (L'Homme de Marseille, 2001) și a lui Coco Chanel (Chanel Time, 2004). 
A devenit membră a Academiei Goncourt în 1983 și președintă în 2002. În 2008, a făcut parte din Comisia condusă de Hugues Gall și însărcinată de Christine Albanel, ministrul culturii, cu recomandarea unui candidat pentru postul de director al Academiei Franceze din Roma, Villa Medici.
În aprilie 2010, a fost distinsă de președintele francez Nicolas Sarkozy, cu rangul de Comandant al Legiunii de Onoare.
Edmonde Charles-Roux a murit la 20 ianuarie 2016, la Marsilia, la vârsta de 95 de ani.

## Lucrări
- Oublier Palerme, 1966, Grasset, roman, premiul Goncourt 1966
- Elle, Adrienne, 1971, Grasset, roman
- L'Irrégulière ou mon itinéraire Chanel, 1974, Grasset, biografie
- Stèle pour un bâtard, 1980, Grasset, roman
- 'Une enfance sicilienne, 1981, Grasset, roman
- Un désir d'Orient, biografia Isabellei Eberhardt, vol I, 1989 Grasset
- Nomade j'étais, biografia Isabellei Eberhardt, vol II, 1995 Grasset,
- L'homme de Marseille, 2003, Grasset, album fotografic
- Isabelle du désert, 2003 volum care combină „Un désir d'Orient” și „Nomade j'étais” Grasset,
- Le Temps Chanel, 1979, La Martinière / Grasset, album fotografic